# Tiro con l'arco alla XXIX Universiade
Le gare di tiro con l'arco si sono svolte a Taipei, a Taiwan, dal 18 al 29 agosto 2017..

## Podi

### Uomini
| Evento                             | Oro                                                      | Argento                                                   | Bronzo                                                     |
| Individuale ricurvo (dettagli)     | Lee Seung-yun                                            | Arsalan Baldanov                                          | Kim Woo-jin                                                |
| Individuale compound (dettagli)    | Kim Jong-ho                                              | Demir Elmaağaçlı                                          | Mario Vavro                                                |
| Gara a squadre ricurvo (dettagli)  | Corea del Sud Kim Woo-jin Lee Seung-yun Lee Woo-seok     | Taipei Cinese Deng Yu-cheng Peng Shih-cheng Wei Chun-heng | Russia Arsalan Baldanov Galsan Bazarzhapov Artem Makhnenko |
| Gara a squadre compound (dettagli) | Russia Anton Bulaev Alexander Dambaev Victor Kalashnikov | Iran Yaser Amouei Milad Rashidi Omid Taheri               | Corea del Sud Hong Sung-ho Kim Jong-ho Kim Tae-yoon        |

### Donne
| Evento                             | Oro                                                      | Argento                                                      | Bronzo                                                       |
| Individuale ricurvo (dettagli)     | Kang Chae-young                                          | Tan Ya-ting                                                  | Alejandra Valencia                                           |
| Individuale compound (dettagli)    | Song Yun-soo                                             | Chen Yi-hsuan                                                | So Chae-won                                                  |
| Gara a squadre ricurvo (dettagli)  | Corea del Sud Choi Mi-sun Kang Chae-young Lee Eun-gyeong | Taipei Cinese Le Chien-ying Peng Chia-mao Tan Ya-ting        | Russia Tujana Dašidoržieva Elena Osipova Sayana Tsyrempilova |
| Gara a squadre compound (dettagli) | Corea del Sud Kim Yun-hee So Chae-won Song Yun-soo       | Russia Aleksandra Savenkova Diana Tontoeva Maria Vinogradova | Turchia Yeşim Bostan Cansu Ecem Coşkun Gizem Elmaağaçlı      |

### Misto
| Evento                             | Oro                                     | Argento                                | Bronzo                                        |
| Gara a squadre ricurvo (dettagli)  | Corea del Sud Choi Mi-sun Lee Seung-yun | Francia Audrey Adiceom Mathieu Jiménez | Messico Jorge Nevarez Alejandra Valencia      |
| Gara a squadre compound (dettagli) | Corea del Sud Kim Jong-ho So Chae-won   | Turchia Demir Elmaagacli Yeşim Bostan  | Taipei Cinese Chen Hsiang-hsuan Chen Yi-hsuan |

## Medagliere
| Pos.   | Paese         |    |    |    | Totale |
| ------ | ------------- | -- | -- | -- | ------ |
| 1      | Corea del Sud | 9  | 0  | 3  | 12     |
| 2      | Russia        | 1  | 2  | 2  | 5      |
| 3      | Taipei Cinese | 0  | 4  | 1  | 5      |
| 4      | Turchia       | 0  | 2  | 1  | 3      |
| 5      | Francia       | 0  | 1  | 0  | 1      |
| 5      | Iran          | 0  | 1  | 0  | 1      |
| 7      | Messico       | 0  | 0  | 2  | 2      |
| 8      | Croazia       | 0  | 0  | 1  | 1      |
| Totale | Totale        | 10 | 10 | 10 | 30     |